# 東郷荘下地中分絵図
「伯耆国河村郡東郷荘下地中分絵図」（ほうきのくにかわむらごおりとうごうのしょうしたじちゅうぶんえず）は、当時の領家と地頭が土地争いをしていた河村郡東郷荘（現在の湯梨浜町およびその周辺）について下地中分を行い、和解したことを示すために作成された絵図である。正嘉2年（1258年）11月成立。

## 概要
争いの地となった東郷荘の支配は、「伯州河村東郡司」として入国した原田種頼の子孫である東郷信平が、その所領を京都の松尾神社（現在の松尾大社）へ寄進したことで成立した。これにより、信平は現地を管理する下司職などに任命されたと考えられている。鎌倉幕府成立とともに下司職が地頭職へと変わると、幕府の後ろ盾を得た地頭は次第に領家の権益を侵し、ついには両者の対立が起こる。この争いは幕府に持ち込まれたものの、東郷荘を折半する形で和解が成立し、それぞれの支配地を明示するために本絵図が作成された。
縦127cm、横98cmほどの大きさで、絵図上に朱色の線で境界が示され、当時の執権である北条長時と、連署である北条政村が花押を据えており、東郷池を中心に分け合う形を基本としつつ、田畑・山林・集落も等しく分けようとしたことがうかがえる。また、裏書には「道路有るは道をもって堺とし」 (下記の引用下線部) といった具体的な記載がある。
なお室町時代に入ると、この一帯は守護の山名氏の領国となり、実効を失ったものと思われる。地頭の東郷氏についても、鎌倉幕府滅亡により後ろ盾を失い勢力を衰退させ、さらに守護の山名氏の下で勢力を伸ばしつつあった南条氏の入部により、この地を追われた。嫡流は途絶えたとされるが、庶流が吉川氏に仕えたことが分かっており、子孫を名乗る家が現在も残っている。

## 裏書
出だしは「伯耆国河村郡東郷庄」で始まる。
伯耆国河村郡東郷庄絵図也
領家地頭和与中分之間自是有道路之所々者以
其道為堺無堺之所々者際目仁引朱畢朱之跡者
両方寄合令堀通畢如比東西両方仁中分既
畢伹田畠等分之間伯井田者雖為両方以此田
内天猶所割合千東方也 是故仁馬野井橋津及伯
井田等者東西仁所相交也 至小垣者北條河東
西共以東分也 乃至絵図仁東分西分登各所書其
銘也 御當予南方之堺置福寺木谷寺此両寺能
中間仁引朱天堀通畢而件堀之末依為深山有
峯有谷之間不能堀通然者其際目朱当利三朝
郷之堺仁至方夫尺朱能通於端直仁見通夫東西
能分領於可令存知之状如件

正嘉貮年十一月　日
　　　　　　　　　　　　　　沙弥寂
　　　　　　　　　　　　　　散位政久　（花押）
正嘉貮年仁東西南中分之絵図也
正嘉貮年カラ貞和貮年迄八拾八年歟

右正嘉ノ年号ヨリ元和六年マデ三百六三年歟

## 歴史史料
この絵図は代々、松尾神社の神官の一家である東家に伝えられてきた。原本は今も個人蔵となっており、模写本がいくつか存在しているが、東京大学史料編纂所が所有する明治後期に作成された模本は、虫害による損傷と折り目も現品そっくりに写し取ったとされ、歴史教科書などにも鎌倉時代の資料として多く用いられてきた。
湯梨浜町では「東郷荘絵図徹底解説ガイド」を発行して750年余り前の郷里の歴史を考える資料とした。表面の図にはたとえば左の山の下に一宮（倭文神社）が見え、裏面に載せた発行時期の航空写真で位置の目安になり、また橋津川（17世紀）と北条川の河川改修が現在の地形に反映する様子がわかる。